# ارنست می
 ارنست می (انگلیسی: Ernst May؛ ۲۷ ژوئیهٔ ۱۸۸۶ – ۱۱ سپتامبر ۱۹۷۰) یک معمار اهل آلمان بود.